# Quetzin (Pommern)
Quetzin war eine von 1928 bis 1945 bestehende Landgemeinde in der preußischen Provinz Pommern. 
Die Gemeinde wurde im Jahre 1928 durch Zusammenlegung der beiden Landgemeinden Alt Quetzin und Neu Quetzin (mit dem Wohnplatz Bocksberg) gebildet. Die neue Landgemeinde Quetzin umfasste eine Gemeindegebiet von 825,5 Hektar. In der Gemeinde wurden im Jahre 1933 447 Einwohner gezählt, im Jahre 1937 460 Einwohner und im Jahre 1939 430 Einwohner.
Bis 1945 gehörte die Gemeinde Quetzin zum Kreis Kolberg-Körlin in der preußischen Provinz Pommern. In der Gemeinde wurden amtlich die Wohnplätze Alt Quetzin, Bocksberg und Neu Quetzin geführt.
1945 kam die Gemeinde Quetzin, wie ganz Hinterpommern, an Polen. Die Einwohner wurden vertrieben. Das frühere Gemeindegebiet gehört heute zur Gmina Ustronie Morskie (Gemeinde Henkenhagen) im Powiat Kołobrzeski (Kolberger Kreis).